# 甘肃民族师范学院
甘肃民族师范学院（藏語：ཀན་སུའུ་མི་རིགས་དགེ་འོས་སློབ་གྲྭ་ཆེན་མོ་），简称甘肃民院，是中华人民共和国的一所全日制本科公办省属普通高等学校，位于甘肃省甘南藏族自治州合作市。學校由甘肃省人民政府主管，並由甘肃省人民政府與國家民委共建。
甘肃民族师范学院始于1984年，2009年经中华人民共和国教育部同意升格为甘肃民族师范学院，建制延续至今；甘肃民院有資格提供本专科普通高等教育、成人教育以及從業資格培訓，學校所設專業亦涵蓋文學、理學、艺术学、教育學、歷史學、管理學、法學、工學、經濟學、哲學領域；是一所學科門類較為齊全的綜合性、應用型的大學。作为一所省属师范类高等院校，甘肃民院亦有資格招收公費師範生，为甘肃省培养合格的中小学及幼儿园教师。

## 历史沿革
1984年10月，甘肃省人民政府批准成立专科层次的合作民族师范专科学校，开设数个专业，并明定学制三年，学校面向甘肃全省招生，主要为甘肃省甘南州、临夏州两个民族自治州及该省多个民族自治县培养合格的少数民族教师，为甘南州首所普通高等学校；1992年，学校更名为合作民族师范高等专科学校，并于部分专业开设民族预科班；2009年3月，升格为本科层次的甘肃民族师范学院。2013年5月，学校被确定为中华人民共和国国家民族事务委员会与甘肃省人民政府共建学校。
2020年12月，甘肃民族师范学院获甘肃省人民政府批准为新增硕士学位授予立项建设单位，甘肃省教育厅等主管机关正支持该校重点培育教育学等学科成为硕士专业学位授权点。

## 现状

### 校园环境
甘肃民族师范学院位在甘肃省甘南州首府合作市当周街道知合玛路233号，学校占地约59.3公顷，其中建筑面积约29.8公顷；学校校舍错落有致，四周多高山草甸，联外交通便利，邻近要道213国道；又邻近当周草原风景区，风景优美。

### 师生概况
截至2022年，甘肃民族师范学院共有教员约550人，其中62%的教员拥有博士、硕士学位；有本科、专科及成人教育生等各类在校生约11,000人，学校生源主要来自所在省份甘肃，亦面向云南、西藏、内蒙古、陕西、山东、黑龙江等20个省、市、自治区招生。在民族上，学校在校生包括了汉族、藏族、回族、裕固族、保安族、东乡族等20余个民族，其中少数民族占学生总数的68%；近年，甘肃民院也通过民族团结进步教育、融合式书院管理方式等措施，促进校内各族师生交流融合。

### 学术研究
截至2022年，甘肃民族师范学院共开设55个本科专业及若干个专科专业，分布在该校16个系所内。其中26个专业系师范类专业，另有29个非师范类应用型专业，具有一定服务甘肃在地经济发展的功能；已涵蓋文學、理學、艺术学、教育學、歷史學、管理學、法學、工學、經濟學、哲學等領域，师范类与非师范类专业也协调发展，学科综合性得到了增强。其中设计学、数学两个学科已经列入国家民委重点建设学科。另外依托地理位置优势设立的多个藏汉双语专业也具有一定优势。
除專業系所外，甘肃民族师范学院還依託地理位置、人文資源優勢設置了多所研究機構，包括西北少数民族教育发展研究中心、安多藏文化研究中心、河洮岷文化研究中心、高寒生态系统研究所、藏区非物质文化遗产数字化保护技术实验室等。一定程度上促进了藏族等甘肃原住民族文化的保护与传承、创新和应用。2012年，甘肃民院与中国藏学研究中心联合编纂的《中小学藏语词典》发行，成为中华人民共和国首部面向中小学生的藏语工具书。

### 校园文化
甘肃民族师范学院的校训为“和合大美、自强不息”；办学精神为“缺氧不缺志气，艰苦不怕吃苦”；校风为“刻苦、求实、团结、奋进”。
藏学长期为该校的学科特色基础，因此学校也充分发挥学科优势、教师教育资源优势及区域优势，传承发展藏族等甘肃原住民族的文化，其中也包括藏文书法、唐卡、堆绣等非物质文化遗产。作为民族院校，甘肃民院也注重團結在校的各民族學生，亦重視傳承發揚民族傳統體育項目，校體育隊更曾多次在民族運動會上取得良好成績。